# 塞契
塞契（羅馬化：sich）是札波羅結哥薩克人的行政和軍事中心。 塞契一詞源自烏克蘭語動詞 сікти siktý ，「砍伐」——即意為清理森林以搭建營地或用砍伐下來的樹木去建造防御工事。
扎波羅熱塞契是16至18世紀位於現代乌克兰的第聂伯河上，扎波羅熱哥薩克的中心要塞。 塞契拉達是扎波羅熱軍團或扎波羅熱哥薩克部隊的最高政府機構。多瑙河塞契是那些後移居到多瑙河三角洲的扎波羅熱哥薩克的強化固守的定居點。

## 其他轉寫形式
- 耶利米·科廷Jeremiah Curtin(1898) — Saitch
- 塞缪尔·比尼恩Samuel Binion (1898) - Sich
- 比阿特麗斯·巴斯克維爾Beatrice Baskerville (1907) - Setch
- 伊莎貝爾·赫普古德Isabel Hepgood(1915) - Syech
- 哈羅德·蘭姆Harold Lamb(1917) - Siech
- 威廉·克雷森William Cresson (1919) - Sitch[2]

### 其他譯名
- Sech[3]
- 錫切Sietch[4]
- 谢契
- 錫奇
- 西奇
- 溪據：溪流中的要塞據點